# Targarema
Targarema är ett släkte av insekter. Targarema ingår i familjen Rhyparochromidae.
Kladogram enligt Catalogue of Life:
| Targarema | \| \| Targarema electa \| \| \| \| \| \| Targarema stali \| \| \| \| |
|           | \| \| Targarema electa \| \| \| \| \| \| Targarema stali \| \| \| \| |
|           | Targarema electa                                                     |
|           |                                                                      |
|           | Targarema stali                                                      |
|           |                                                                      |